# 変則チャンギ
多くの変則チャンギ（へんそくチャンギ、変則朝鮮将棋）が何世紀にもわたって開発されてきた。これらの変則ルールのうちのいくつかは今でも定期的にプレーされているが、どれもほぼチャンギ自体ほど人気ではない。

## クァンサンヒ（廣象戯）

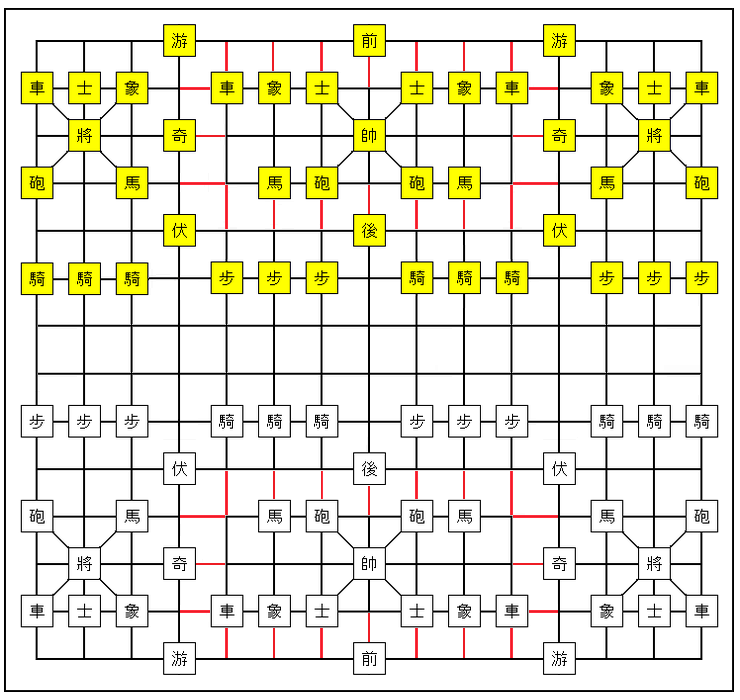
廣象戯

クァンサンヒ（廣象戯、광상희）は18世紀のチャンギ類である。南有容（남유용）によって書かれた『雷淵集』に記録されている。

## サンチャンチャンギ（三将将棋）
サンチャンチャンギ（三将将棋、산장장기）は、変わったルールを持つチャンギの変種である。サンチャンチャンギでは、王は次の手番に王を使って王手をかけている駒を取ることによってのみ王手を逃れることができる。したがって、王は王手をかけている2つの駒を一手でどちらも捕らえることができないので、二重王手をかけられると自動的に負けとなる。